# リーガ・エスパニョーラ2006-2007
スペインのサッカー国内リーグであるリーガ・エスパニョーラの第76シーズンは、2006年8月27日から2007年6月17日に開催された。
セグンダ・ディビシオン2005-2006で1部リーグ昇格を決め、本季よりプリメーラ・ディビシオンに参戦するのは、レクレアティーボ・ウェルバ、ジムナスティック・タラゴナ、レバンテUDの3チーム。
レアル・マドリードが4季ぶり30回目の優勝を達成した。このシーズンは、2位FCバルセロナ と勝点76で並んでいたが(※得失点差ではレアル・マドリードが26点なのに対し、FCバルセロナは45点で圧倒していた)、シーズン中の直接対決の成績により、レアル・マドリードの優勝が決まった 。

## チーム編成
前シーズンの結果で、強豪チームは、経済的に余裕を持ってチーム編成に当たることになった。一方、イタリアは、ユヴェントスFCが、八百長試合（カルチョ・スキャンダル）で、降格の処分を受けるなどし、スター選手は、スペインのチームへの機会を探すことになった 。

### FCバルセロナ
FCバルセロナは、前シーズンのリーグと欧州リーグでのダブル優勝をして、十分な優秀選手が揃っていた。ロナウジーニョ、エトー、リオネル・メッシ、シャビ・エルナンデス、カルレス・プジョルなどである。さらに、ユヴェントスFCから、ジャンルカ・ザンブロッタ、リリアン・テュラムが、また、チェルシーFCからエイドゥル・グジョンセンが加わり、前年に増して強化された 。

### レアル・マドリード
一方、レアル・マドリードは、スター選手のチームであったが、3年の間、思うような成績ではなかったことで、フロレンティノ・ペレス会長が辞任。代わりに、ラモン・カルデロンが、僅少差で会長に選任された 。監督には、イタリア人のファビオ・カペッロが、採用された。彼は、96-97シーズン時にも監督をしており、優勝まで導いていたが、当時の会長と折り合いが悪く1年でACミランに移行していた。また、デフェンスを強化すべく、イタリア人選手ファビオ・カンナヴァーロ、ブラジル人選手エメルソン・フェレイラ・ダ・ローザ、マリ人マアマドゥ・ディアッラ(2006-11)、オランダ人選手ルート・ファン・ニステルローイ（2006-10）を加えた  。

## 経過
リーグ戦の当初は、前期優勝者のFCバルセロナが、順調にリードするかのように見えた。しかし、カメルーン選手エトーが、半ばで半月板の怪我をし、4か月の休場 。その後、他のチームの選手も怪我が続いた。

### レアル・マドリード
レアル・マドリードは、ホームよりも出先で、良い成績を上げた。特に、レアル・マドリードの苦手な相手であったCAオサスナのホームで、ルート・ファン・ニステルローイが4ゴールを入れたのは、記念すべきゲームであった 。一方、ロナウド（2002-07）は、その頃、評判が良くない状態であったが、年齢、運動量の低下に加え、新選手の採用の為、出番が減っていた。それで、彼は、1月末に750万ユーロでACミランに移籍した 。
同チームは、冬場には、2位から4位へ落ち、厳しい状況となった。そこで、アルゼンチンからフェルナンド・ガゴ（2007-12）、また、ブラジルからマルセロ・ヴィエイラ・ダ・シウヴァ・ジュニオル（2006-22）を、600万ユーロで移籍させた。また、フランス人で、アルゼンチンにいたゴンサロ・イグアイン（2007-13）が、シーズン半ばで投入された 。

### FCバルセロナ
エトーが負傷で欠場の間、ロナウジーニョとメッシが攻撃にあたっていた。また、防御もほぼ完ぺきで、15試合期間に1ゴールを失っただけであった。GKビクトル・バルデスは、ペナルティを止めるスペシャリストであった。ところが、エトーが回復しての会見の場で、ロナウジーニョとチーム経営陣に対して厳しい発言をしたことで、チームの中で賛否を分ける事態となった。これは、何とか、収拾がついたようであった  。

### セビリア
このように強豪2チームが問題で難航している中、セビリアは、一時、リーグの首位を保ち、国王杯等でも、最終戦まで残った。最終的にリーグでは、3位に付けた。

### 終盤戦
3月になると、カンポノウにて、レアル・マドリードとFCバルセロナのクラシコ戦があった。これは、3対3の同点であったが、両雄の優勝への意欲を高めるものとなった 。セビリアとの試合で、レアル・マドリードは、ファン・ニステルローイのゴールで勝ち点を決め、残りは、FCバルセロナとのせめぎ合いが残った。
最終週前には、両チームは、同ポイントであり、ゴール差では、FCバルセロナが、有利であった。それで、優勝決定は、最終日まで持ち越された。レアル・マドリードの試合は、マジョルカのホームで、勝てば良い状況であった。開始当初は、負けていたが、後に2ゴールで勝ちを決めた。また、FCバルセロナは、容易い対戦相手で、5対1であった 。最終的にレアル・マドリードが、上記のように、辛うじての優勝を決めた 。

## 順位
| 順位 | クラブ名                           | 勝点 | 勝 | 分 | 負 | 得点 | 失点 | 差  | 備考                                                  |
| ---- | ---------------------------------- | ---- | -- | -- | -- | ---- | ---- | --- | ----------------------------------------------------- |
| 1    | レアル・マドリード                 | 76   | 22 | 10 | 6  | 66   | 40   | +26 | UEFAチャンピオンズリーグ 2007-08 グループリーグ出場権 |
| 2    | FCバルセロナ                       | 76   | 23 | 7  | 8  | 78   | 33   | +45 | UEFAチャンピオンズリーグ 2007-08 グループリーグ出場権 |
| 3    | セビージャFC                       | 71   | 21 | 8  | 9  | 64   | 35   | +29 | UEFAチャンピオンズリーグ 2007-08 3回戦出場権          |
| 4    | バレンシアCF                       | 66   | 20 | 6  | 12 | 57   | 42   | +15 | UEFAチャンピオンズリーグ 2007-08 3回戦出場権          |
| 5    | ビジャレアルCF                     | 62   | 18 | 8  | 12 | 48   | 44   | +4  | UEFAカップ 2007-08 1回戦出場権                        |
| 6    | レアル・サラゴサ                   | 60   | 16 | 12 | 10 | 55   | 43   | +12 | UEFAカップ 2007-08 1回戦出場権                        |
| 7    | アトレティコ・マドリード           | 60   | 17 | 9  | 12 | 46   | 39   | +7  | UEFAインタートトカップ 2007 3回戦出場権               |
| 8    | レクレアティーボ・ウエルバ         | 54   | 15 | 9  | 14 | 54   | 52   | +2  |                                                       |
| 9    | ヘタフェCF                         | 52   | 14 | 10 | 14 | 39   | 33   | +6  | UEFAカップ 2007-08 1回戦出場権                        |
| 10   | ラシン・サンタンデール             | 50   | 12 | 14 | 12 | 42   | 48   | -6  |                                                       |
| 11   | RCDエスパニョール                  | 49   | 12 | 13 | 13 | 46   | 53   | -7  |                                                       |
| 12   | RCDマジョルカ                      | 49   | 14 | 7  | 17 | 41   | 47   | -6  |                                                       |
| 13   | デポルティーボ・デ・ラ・コルーニャ | 47   | 12 | 11 | 15 | 32   | 45   | -13 |                                                       |
| 14   | CAオサスナ                         | 46   | 13 | 7  | 18 | 51   | 49   | +2  |                                                       |
| 15   | レバンテUD                         | 42   | 10 | 12 | 16 | 37   | 53   | -16 |                                                       |
| 16   | レアル・ベティス                   | 40   | 8  | 16 | 14 | 36   | 49   | -13 |                                                       |
| 17   | アスレティック・ビルバオ           | 40   | 10 | 10 | 18 | 44   | 62   | -18 |                                                       |
| 18   | セルタ・デ・ビーゴ                 | 39   | 10 | 9  | 19 | 40   | 59   | -19 | セグンダ・ディビシオンに自動降格                      |
| 19   | レアル・ソシエダ                   | 35   | 8  | 11 | 19 | 32   | 47   | -15 | セグンダ・ディビシオンに自動降格                      |
| 20   | ジムナスティック・タラゴナ         | 28   | 7  | 7  | 24 | 34   | 69   | -35 | セグンダ・ディビシオンに自動降格                      |

## レアル・マドリードとFCバルセロナとの直接対決の結果
2006年10月22日:レアル・マドリード 2 - 0 FCバルセロナ(エスタディオ・サンティアゴ・ベルナベウ）

2007年3月10日:FCバルセロナ 3 - 3 レアル・マドリード(カンプ・ノウ)

トータルスコア:レアル・マドリード 5 - 3 FCバルセロナ

## ピチーチ賞
最も多く得点を挙げた選手にはピチーチ賞が贈られる。
| 順位 | 選手                           | クラブ                   | ゴール数 |
| ---- | ------------------------------ | ------------------------ | -------- |
| 1    | ルート・ファン・ニステルローイ | レアル・マドリード       | 25       |
| 2    | ディエゴ・ミリート             | レアル・サラゴサ         | 23       |
| 3    | フレデリック・カヌーテ         | セビージャFC             | 21       |
| 3    | ロナウジーニョ                 | FCバルセロナ             | 21       |
| 5    | ディエゴ・フォルラン           | ビジャレアルCF           | 19       |
| 6    | ダビド・ビジャ                 | バレンシアCF             | 16       |
| 7    | ラウール・タムード             | RCDエスパニョール        | 15       |
| 7    | フェルナンド・バイアーノ       | セルタ・デ・ビーゴ       | 15       |
| 9    | フェルナンド・トーレス         | アトレティコ・マドリード | 14       |
| 9    | リオネル・メッシ               | FCバルセロナ             | 14       |

## サモラ賞
平均失点数が最も低いゴールキーパーにはサモラ賞が贈られる。
| 順位 | 選手                           | クラブ                             | 試合 | 失点 | 失点率 |
| ---- | ------------------------------ | ---------------------------------- | ---- | ---- | ------ |
| 1    | ロベルト・アボンダンシェリ     | ヘタフェCF                         | 36   | 30   | 0.83   |
| 2    | ビクトル・バルデス             | FCバルセロナ                       | 38   | 33   | 0.87   |
| 3    | レオ・フランコ                 | アトレティコ・マドリード           | 31   | 28   | 0.90   |
| 4    | アンドレス・パロップ           | セビージャFC                       | 33   | 32   | 0.97   |
| 5    | クラウディオ・ブラーボ         | レアル・ソシエダ                   | 29   | 29   | 1.00   |
| 6    | サンティアゴ・カニサレス       | バレンシアCF                       | 31   | 32   | 1.03   |
| 7    | イケル・カシージャス           | レアル・マドリード                 | 38   | 40   | 1.05   |
| 8    | セサル・サンチェス・ドミンゲス | レアル・サラゴサ                   | 38   | 43   | 1.13   |
| 9    | ドゥドゥ・アワット             | デポルティーボ・デ・ラ・コルーニャ | 38   | 45   | 1.18   |
| 9    | フランシスコ・モリーナ         | レバンテUD                         | 33   | 39   | 1.18   |

### アシストランキング
| 順位 | 選手                       | クラブ                 | アシスト |
| ---- | -------------------------- | ---------------------- | -------- |
| 1    | ダビド・ビジャ             | バレンシアCF           | 12       |
| 2    | ダニエウ・アウヴェス       | セビージャFC           | 11       |
| 2    | ペドロ・ムニティス         | ラシン・サンタンデール | 11       |
| 4    | デコ                       | FCバルセロナ           | 10       |
| 5    | フアン・アランゴ           | RCDマジョルカ          | 9        |
| 5    | アンドレス・ダレッサンドロ | レアル・サラゴサ       | 9        |
| 5    | アリエル・イバガサ         | RCDマジョルカ          | 9        |
| 8    | サミュエル・エトオ         | FCバルセロナ           | 8        |
| 8    | グスタボ・ロペス           | セルタ・デ・ビーゴ     | 8        |
| 8    | ロナウジーニョ             | FCバルセロナ           | 8        |